# Osmaniye (település)
Osmaniye város Törökországban, nagyjából félúton Adana és Gaziantep között, nem messze az Iszkenderuni-öböltől. Osmaniye tartomány központja.

## Éghajlata
Éghajlata mediterrán. A nyarak nagyon forróak és szárazak, a telek hűvösek és nedvesek.

## Története
A terület egykor része volt a hettiták, a perzsák és a rómaiak birodalmának, majd erre haladt el az egykori selyemút.
A németek által épített Isztambul–Bagdad vasútvonal egyik állomása.
A város 1924-től tartományi központ volt, 1933-ban azonban tartományát eltörölték és Adanához csatolták. 1996-tól újra tartományi központ.

## Gazdasága
A lakosok többsége mezőgazdaságból él. A város jó idegenforgalmi adottságait (hegyi turizmus, síelés, tenger közelsége) az ezredfordulón kezdték kihasználni.

## Kultúra
Művészeti általános és középiskola.
Az egyik legjelentősebb törökországi magyar emlékhely: itt van az országban múzeuma Bartók Bélának. A város 2004 végén fogadta díszpolgárává Bartókot. A kiállítást, ami elsősorban a zeneszerző 1936-os, törökországi gyűjtőútjának állít emléket, az ankarai magyar nagykövetség kezdeményezésére rendezték be a város kultúrpalotájának egyik termében. A múzeumot 2010. február 2-án nyitotta meg Hiller István oktatási és kulturális miniszter és Ertugrul Günay kulturális és idegenforgalmi miniszter.
A várostól nem messze rendezték be Törökország első szabadtéri múzeumát az egykori Kuwé (Karatepe) újhettita királyság fővárosa, a Torosz-hegység lábánál épült Karatepe (Aslantas) a Ceylan folyó mellett az Azatiwadayának nevezett fellegvárában. A bemutatott hettita faragványok között látható az i.e. 8. században uralkodott Azatiwatis király szobra is.